# Vůz Bn751 ČD
Vozy Bn751, číslované v intervalu 50 54 29-29, v 70. letech označené Bam resp. Aam, do roku 2007 označené 054, do roku 2009 řadou 053.2, jsou řadou přípojných osobních vozů druhé třídy z vozového parku Českých drah. Všechny tyto vozy byly vyrobeny roku 1969 pro tehdejší Československé státní dráhy ve státním podniku Vagónka Studénka.

## Vznik řady
V druhé polovině 60. let si Československé státní dráhy objednaly sérii osobních přípojných vozů k motorovým vozům 853. Vozy měly být nasazeny na mezistátní expres Vindobona na trase Berlín – Praha – Vídeň. Bylo vyrobeno celkem 26 vozů, z toho deset vozů první třídy Aam, pět vozů druhé třídy Bam a jedenáct vozů druhé třídy s barovým oddílem BRam.

## Technické informace
Jsou to přípojné vozy vycházející z typu UIC-Y. Délka vozů je 24 500 mm. Jejich nejvyšší povolená rychlost je 120 km/h.
Vnější nástupní dveře těchto vozů jsou zalamovací. Vozy mají polostahovací okna. Mezivozové přechody jsou klasické sklopné s pryžovými návalky.
Řady Aam i Bam měly devět oddílů, což u vozů Bam znamenalo o jeden oddíl méně než je obvyklé u ostatních vozů druhé třídy stejného typu. Vozy Aam měly v každém oddíle šest polohovatelných sedaček, celkem tedy 54 míst k sezení. Vozy Bam měly v každém oddíle dvě čtyřmístné lavice potažené červenou koženkou, celkem tedy 72 míst k sezení.
Vozy byly vybaveny teplovodním naftovým vytápěním. Zdrojem tepla byly dva nezávislé naftové generátory VA 20. Vozy byly osvětleny pomocí zářivek.
Původní nátěr těchto vozů byl přes okna krémový a zbytek byl červený. Později byly vozy přelakovány do celočerveného nátěru se širokým krémovým pruhem pod okny.

## Provoz
Vozy byly do roku 1972 nasazovány na mezistátní vlak Vindobona, poté na tomto spoji přestaly jezdit soupravy Československých státních drah, a proto začaly všechny vozy Aam a Bam jezdit na vnitrostátních motorových rychlících, a to hlavně mezi Prahou, Karlovými Vary, Trutnovem a Broumovem. Potom, co byla na těchto vlacích zrušena první třída byly všechny vozy Aam přeznačeny na Bam.
Poslední dva fyzicky existující vozy jsou od 30. září 2009 navrženy na zrušení.